# Dasypolia templi
Dasypolia templi là một loài bướm đêm trong họ Noctuidae.

## Hình ảnh

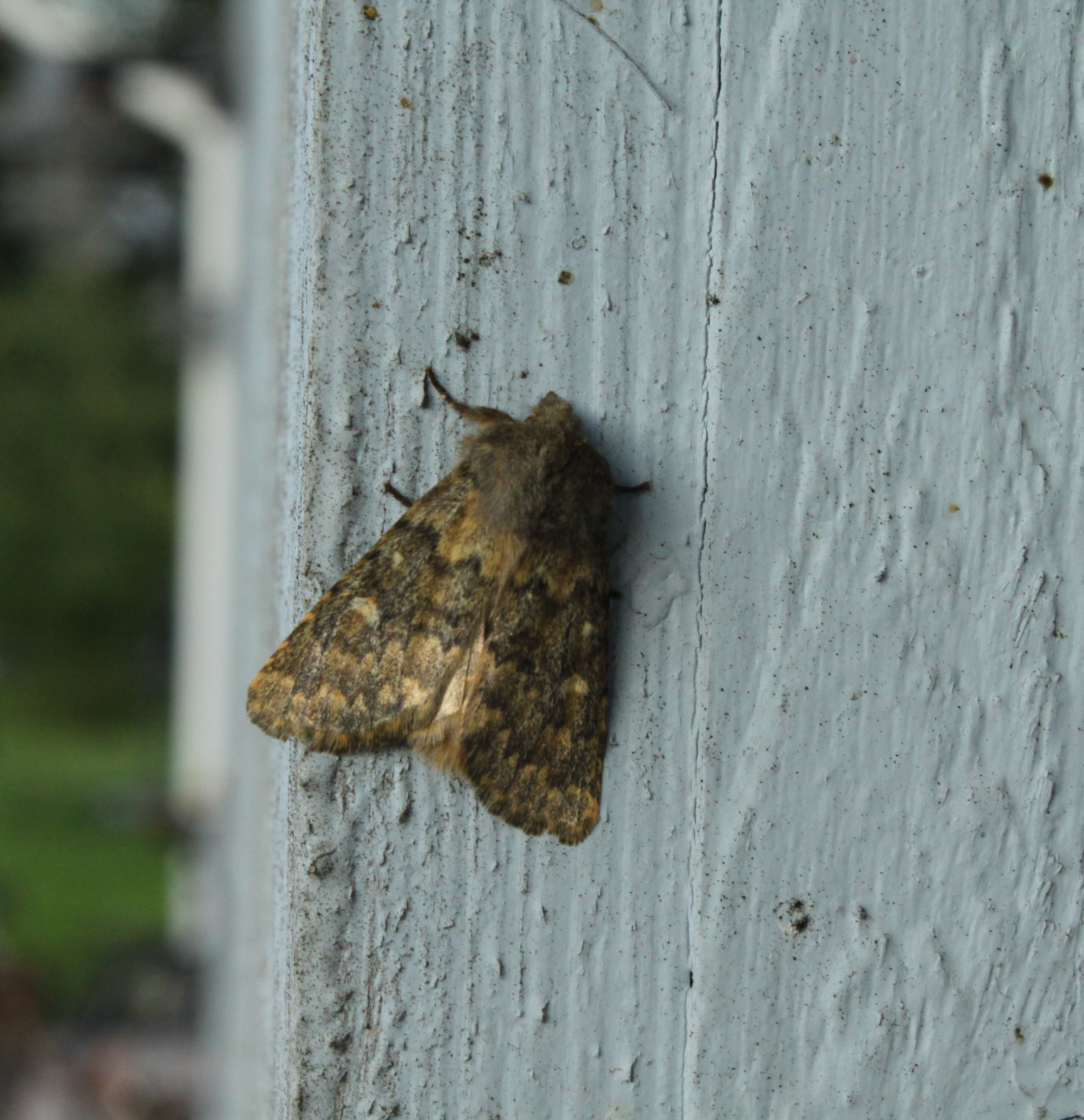
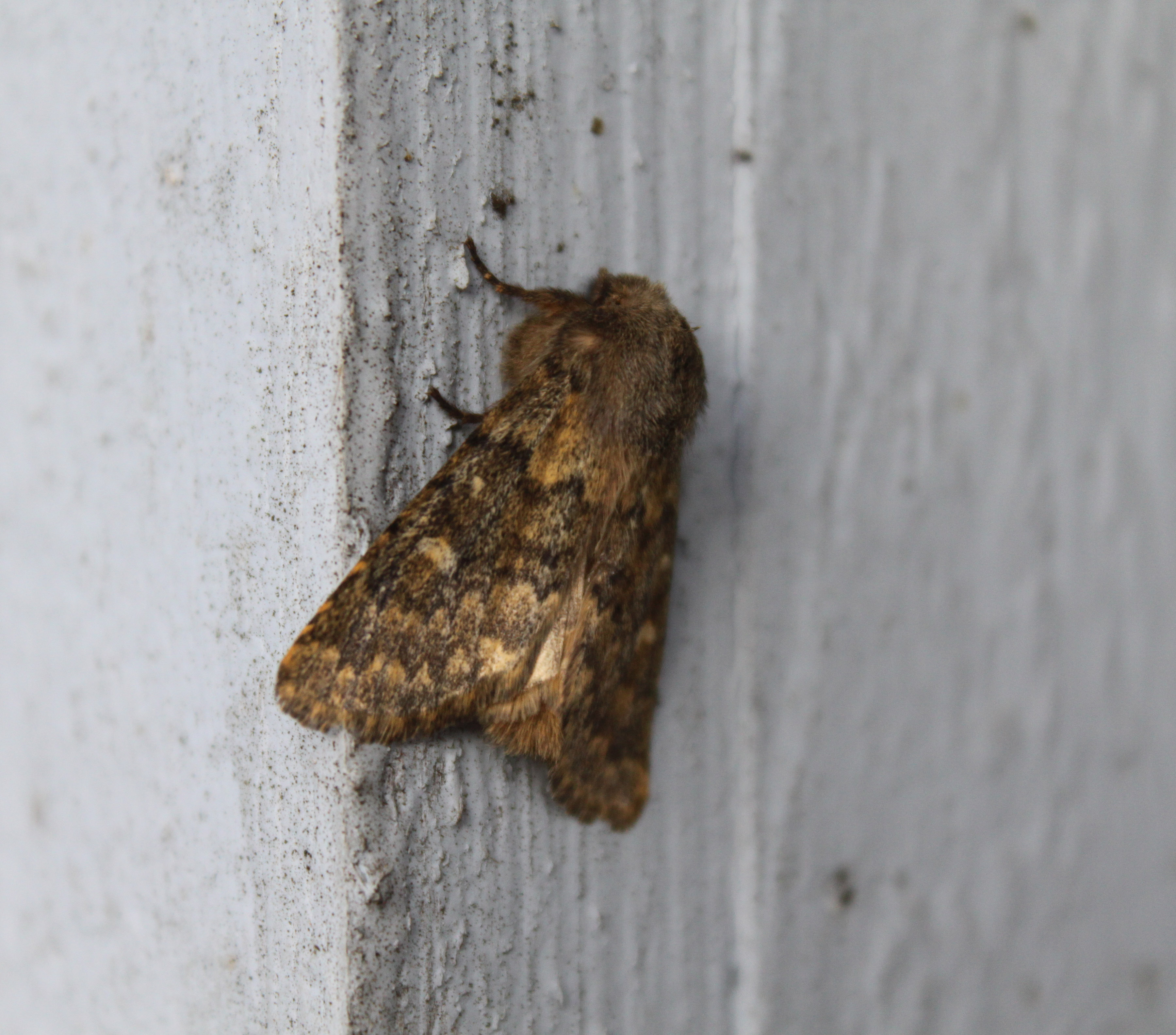
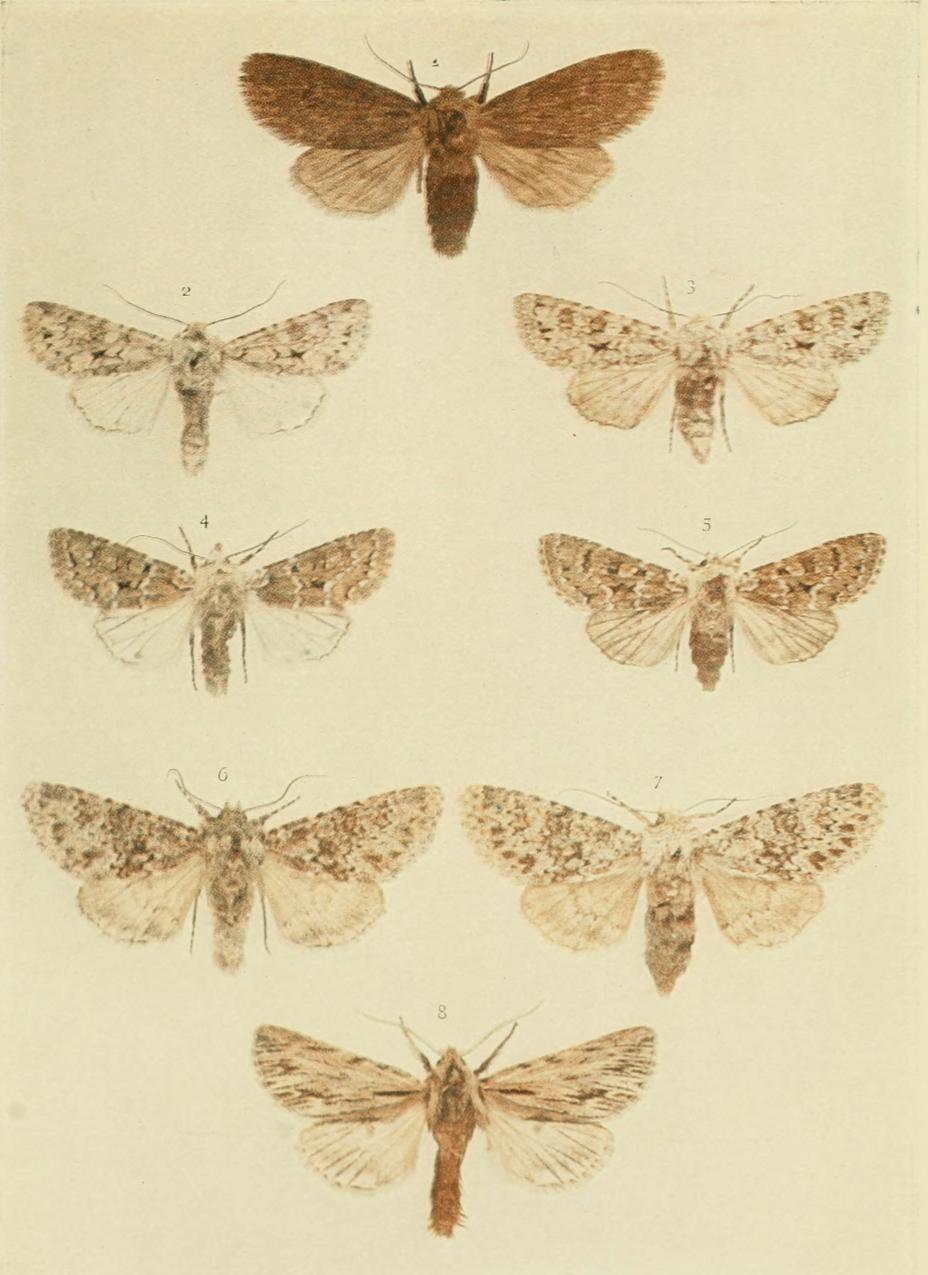